# Johan Remmer
Johan Remmer, född på 1650-talet, död 1710 i Västerås, var en svensk borgmästare och riksdagsman.

## Biografi
Johan Remmer föddes på 1650-talet. Han arbetade som stadssekreterare i Västerås stad och utnämndes 29 juli 1680 till stadsborgmästare och handelsborgmästare i Köpings stad. Remmer slutade efter ett halvår och utnämndes 4 februari 1682 till slottsfogde på Västerås slott och den 24 april samma år kallades han lanträntmästare. Från 1686 till 1689 var han kronobefallningsman vid Kungsör och blev 1688 borgmästare i Västerås stad. Remmer avled 1710 i Västerås.
Remmer var riksdagsledamot för borgarståndet i Uppsala vid riksdagen 1689, riksdagen 1693 och riksdagen 1697.

### Familj
Remmer gifte sig första gången med Katarina Schult (död 1689), dotter till kyrkoherden Widichindus Joh. Grangius i Skultuna församling och Margareta Möller. De fick tillsammans barnen Sara Remmer (död 1701) som var gift med lanträntmästaren Jonas Hwalström i Västerås, provinsialfiskalen Widich Remmer (död 1709) i Västmanlands län, Kristina Remmer (1673–1738) som var gift med brukspatronen Jacob Strang på Nyhammars bruk och brukspatronen Anders Persson Julin på Nyhammars bruk, Mauritz Remmer (född 1678) och notarien Johan Remmer (1680–1709), magistratssekreteraren Carl Remmer (1684–1728).
Remmer gifte sig andra gången med en syster till prostinnan Cahtarina Torner i Nora.
Remmer gifte sig tredje gången på 1690-talet med Magdalena Wulff. De fick tillsammans barnen Margareta Remmer (född 1692), Maria (född 1696), Lars Remmer (1697–1699), Gustaf Remmer (1699–1701), Beata Lisa Remmer (född 1700) och Elisabet Remmer (född 1705) som var gift med fältsekreteraren Kessel.